# 칼날의 양면
"칼날의 양면"(프랑스어: Avec amour et acharnement, 영어: Both Sides of the Blade)은 2022년 개봉한 프랑스의 로맨스 드라마 영화이다. 클레르 드니가 감독과 공동 각본을 맡았으며, 크리스틴 앙고의 소설 Un tournant de la vie 가 영화의 원작이다. 제72회 베를린 영화제(2022년) 은곰상 감독상 수상작이자 황금곰상 경쟁 후보작이다.

## 출연
- 쥘리에트 비노슈
- 뱅상 랭동
- 뷜 오지에
- 마티 디오프
- 롤라 크레통